# Batalla de Largs
La batalla de Largs fue un enfrentamiento militar entre los ejércitos de Noruega y Escocia que tuvo lugar cerca de la actual localidad de Largs en North Ayrshire, en el Firth of Clyde (Escocia), el 2 de octubre de 1263. Fue el principal enfrentamiento de la breve guerra noruego-escocesa. Las tropas noruegas estaban dirigidas por el rey Haakon IV de Noruega y las escocesas por Alejandro III de Escocia; el resultado de la batalla no fue concluyente, pero a largo plazo fue favorable a los escoceses.

## Antecedentes

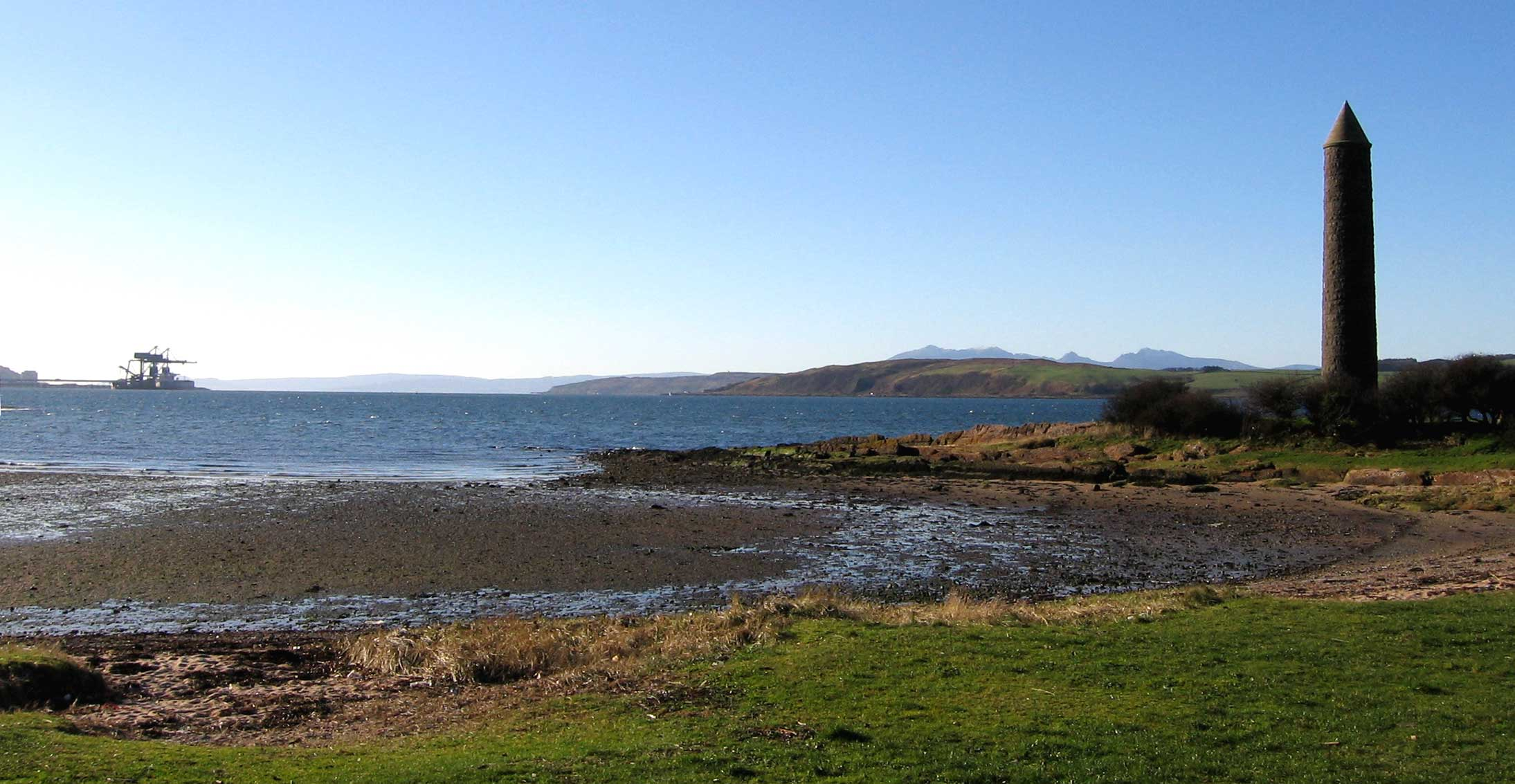
El gran "lapicero de Largs" domina la isla de Cumbrae, con Arran al fondo.

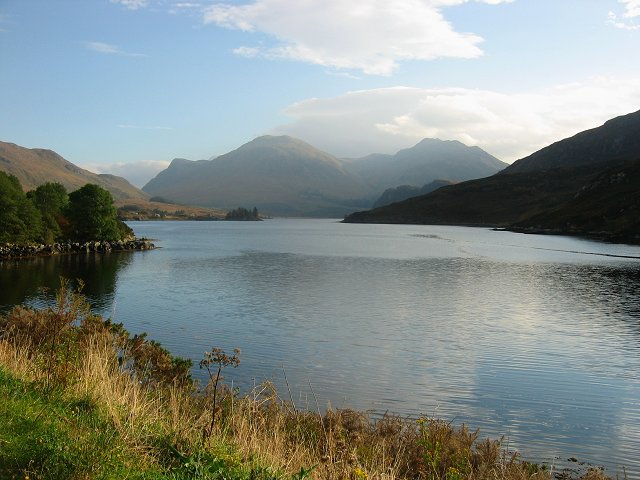
Loch Long.

El reino de Súðreyjar ("Las islas del sur"), que comprendía las Hébridas Exteriores e Interiores, así como Kintyre y la Isla de Man, estaba bajo soberanía noruega desde aproximadamente el 1100, ya que sus reyes eran vasallos del rey de Noruega. Desde 1240, el rey Alejandro II de Escocia había intentado comprar estas islas al rey noruego, pero este lo había rechazado continuamente. El sucesor de Alejandro II, Alejandro III de Escocia, continuó con esta política, pero de nuevo el rey Haakon se negó. En el verano de 1262, las fuerzas escocesas comandadas por el conde de Ross lanzaron un ataque contra la Isla de Skye. Las noticias de estos saqueos llegaron a oídos del rey noruego, junto con informes de que el rey de Escocia planeaba conquistar todas las islas. Håkon respondió equipando una flota de leidang (campesinos reclutados a tal efecto). De acuerdo con los anales islandeses, Haakon reunió "la mayor flota que nunca salió de Noruega", y partió desde Bergen hacia Escocia en julio de 1263. En las Hébridas, dicha flota se reunió con las de los reyes Magnus III de la Isla de Man y Dougal de las Hébridas. Los historiadores estiman que dicha flota estaba compuesta por unos 120 barcos, y entre 12 000 y 20 000 hombres. Tras establecer el control de las Hébridas, se dirigieron a la isla de Arran, en el Fiordo de Clyde, donde recibió a emisarios del rey de Escocia para establecer conversaciones de paz. Dichas conversaciones no produjeron resultados, y finalmente el rey Haakon decidió concluirlas, y enviar a los reyes Magnus y Dougal con 40 barcos al Loch Long y hasta el Loch Lomond. El resto de la flota se desplazó más cerca del territorio escocés, entre las islas Cumbrae y la localidad de Largs.

## La batalla
Mientras estaba anclada en esta posición, la flota noruega se vio sorprendida por una tormenta, por culpa de la cual al menos cinco drakkars y un barco mercante encallaron. Los supervivientes fueron atacados con armas de largo alcance por un reducido número de escoceses, pero no se produjo un enfrentamiento abierto.
Al día siguiente, el 2 de octubre, el rey Haakon desembarcó con algunos de sus hombres, presumiblemente para evitar posibles ataques mientras se desencallaban las naves. Uno de sus comandantes, Ogmund Crouchdance, se situó en una colina que dominaba la playa con unos 200 hombres, mientras que las fuerzas desplegadas en la playa sumarían alrededor de 600. Durante el día, un ejército escocés comenzó a aproximarse. Las sagas afirman que el ejército escocés estaba formado por 500 caballeros armados y un gran número de soldados de a pie, de forma que las tropas noruegas se vieron superadas en una proporción de aproximadamente 10 a 1 (es decir, 8.000 escoceses frente a 800 noruegos).
Vista su inferioridad, el rey Haakon fue transportado a un lugar seguro a bordo de su barco. Ogmund Crouchdance por su parte comenzó a retirarse de la colina para evitar quedarse aislado; mientras lo hacía, fueron atacados por los escoceses, de forma que la retirada amenazaba con convertirse en una matanza. Los noruegos se apresuraron a subir desordenadamente a sus barcos, lo que hizo que muchos se hundieran por sobrepeso. Pese a todo, los noruegos lograron reorganizar sus tropas y organizar la resistencia en la playa. Haakon no consiguió enviar refuerzos a tierra a causa de la tormenta, pero al menos un barco de la flota principal logró desembarcar. Cuando los refuerzos llegaron a la playa, los escoceses se replegaron colina arriba. Tras una breve batalla a larga distancia, con arcos y piedras, los escoceses se retiraron, y los noruegos consiguieron embarcar finalmente y unirse a la flota principal.

## Consecuencias

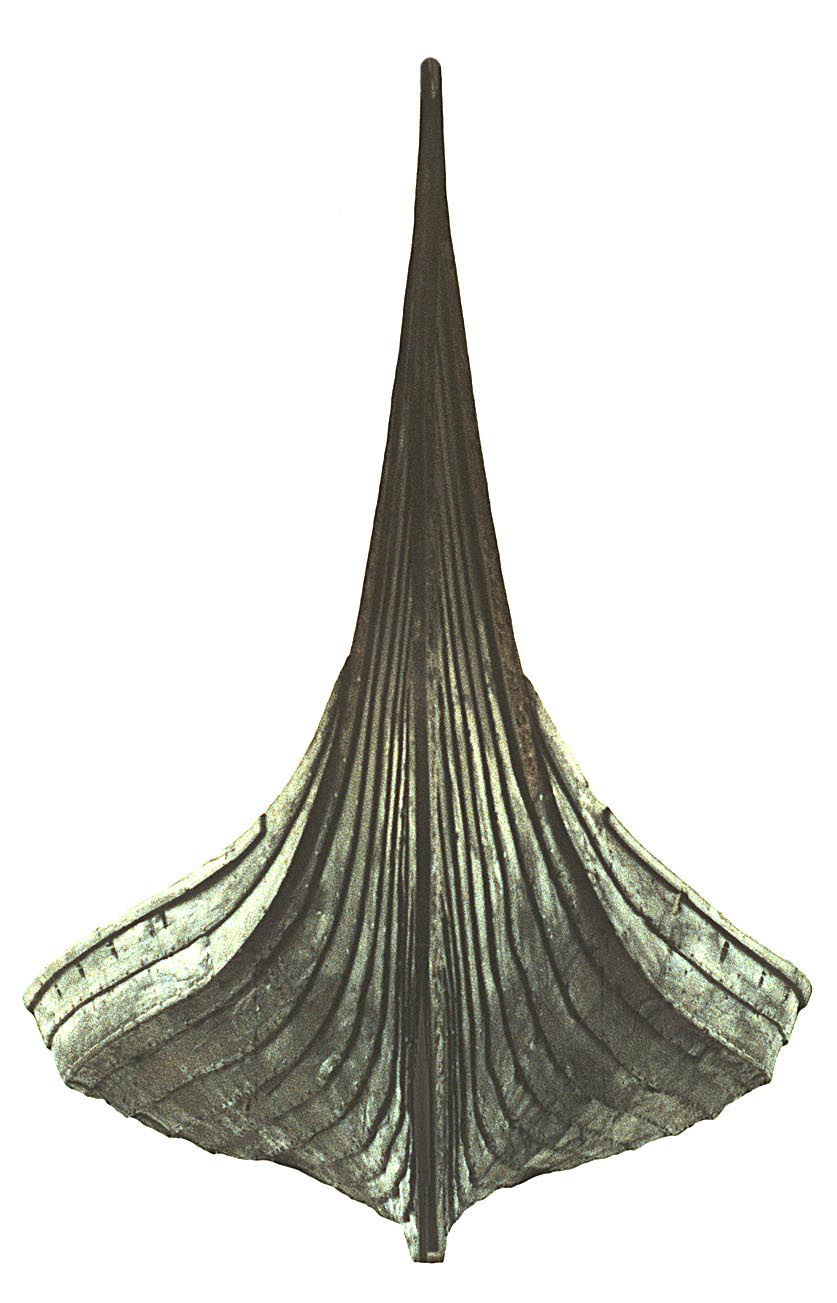
Drakkar, barco noruego.

El relato de las sagas insinúa que la mayor parte de la caballería escocesa no llegó siquiera a entrar en batalla, y también que es dudoso que el total de la artillería llegase a tomar parte. Del mismo modo, el grueso de las fuerzas noruegas permanecieron en sus barcos, sin poder entrar en acción a causa de la tormenta. Al día siguiente, los noruegos volvieron a la playa para enterrar a sus muertos y quemar los restos de los barcos encallados, cosa que pudieron hacer sin ser atacados. Las sagas solo mencionan los nombres de nueve de los muertos noruegos, así como de un caballero escocés, Perus, pero también señala que los nórdicos no pudieron saber cuántas bajas habían sufrido los escoceses, ya que estos habían retirado ya sus cadáveres. Unos pocos días después, la flota noruega abandonó el fiordo de Clyde.
El invierno se acercaba, el ejército estaba escaso de provisiones, y las tropas escocesas estaban prácticamente intactas en la costa, por lo que era impensable intentar saqueos para aprovisionarse. Así pues, Haakon navegó hacia el norte, hasta las Órcadas, para pasar el invierno, mientras que sus vasallos, Magnus y Dougan, volvieron a sus respectivas posesiones. La mayoría de su flota de campesinos volvió a Noruega. Largs no había sido una derrota clara de las tropas noruegas, pero sí supuso que no lograra ninguna victoria clara antes del invierno, algo que probablemente debería haber hecho para asegurarse sus objetivos militares. Siempre quedará la duda de si Haakon habría podido reanudar sus expediciones militares en primavera de 1264: durante su estancia en el "Palacio del Obispo" de Kirkwall cayó enfermo, y murió el 15 de diciembre de 1263. Al año siguiente Alejandro III de Escocia invadió con éxito las Hébridas, y en 1265 las negociaciones entre los enviados escoceses y el sucesor de Haakon, Magnus VI de Noruega, condujeron a un acuerdo por el que la soberanía de las islas Hébridas y de Man pasaba a manos del rey de Escocia, a cambio de una suma de 4000 marcos y otros 100 anuales a perpetuidad. Estas condiciones fueron confirmadas por el Tratado de Perth firmado en 1266. En cambio, Noruega conservó el control de las Órcadas.

## La batalla de Largs en la historia
Los historiadores escoceses de los siglos siguientes exageraron enormemente la importancia de la batalla de Largs. George Buchanan, en el siglo XVI, afirmó que los noruegos habían desembarcado con 20 000 hombres, de los que 16 000 habrían muerto en combate, al igual que 5000 escoceses. Actualmente, los historiadores consideran la batalla de Largs más como una escaramuza que como una batalla como tal. La principal fuente de información sobre este enfrentamiento es un extenso pasaje de la Saga de Håkon Håkonssons, escrita por orden de su hijo Magnus, y por ello está escrito presentando únicamente el punto de vista noruego. Pese a ello, como fue escrita sólo cinco años después de los hechos, es generalmente considerada como una fuente fiable, ya que debió ser escrita mediante la recopilación de testimonios de testigos directos de la batalla. La interpretación de estos datos en cambio sí que varía enormemente, hasta el punto de que la batalla suele ser considerada un triunfo escocés en Escocia, y uno noruego en Noruega. Los historiadores contemporáneos generalmente están de acuerdo en que esta batalla terminó en lo que se podría denominar un empate, pero que, a largo plazo, favoreció a los intereses escoceses, ya que los noruegos habrían necesitado una victoria más contundente para lograr sus objetivos.

## Festival vikingo de Largs
La batalla de Largs se recuerda en la zona, en primer lugar con un monumento en la costa, en forma de cilindro con una pinta cónica (muy similar a una torre irlandesa), y que se conoce coloquialmente como "el lapicero". Además, cada año en Largs se celebra un festival vikingo, que tradicionalmente era una exaltación de la defensa escocesa de su soberanía, pero que se ha convertido ahora en una celebración de la amistad entre las dos naciones contendientes, por lo que los dignatarios noruegos suelen hacer apariciones regulares en el evento. Este festival incluye un desfile, un mercado de comida y armas, así como una reconstrucción de la llegada de los noruegos a la costa.